# Malanquilla
Malanquilla es un municipio español de la provincia de Zaragoza, encuadrado en la comarca Comunidad de Calatayud, perteneciente a la comunidad autónoma de Aragón, situado a 1052 m s. n. m. Tiene un área de 36,63 km² con una población de 89 habitantes (INE 2020) y una densidad de 2,87 hab/km².

## Geografía
Integrado en la comarca de Comunidad de Calatayud, se sitúa a 117 kilómetros de Zaragoza. El término municipal está atravesado por tramos de la carretera nacional N-234, entre Soria y Calatayud, por la carretera autonómica A-1503, que une Ciria con Aranda de Moncayo, y por una carretera local que une el pueblo con las carreteras cercanas. 
El relieve del municipio es predominantemente montañoso, al encontrarse entre dos destacadas sierras del Sistema Ibérico, la sierra de la Virgen y la sierra del Moncayo. La altitud oscila entre los 1333 metros en el extremo norte (pico Los Retroncos) y los 980 metros a orillas del arroyo de la Vega. El pueblo se alza a 1051 metros sobre el nivel del mar. En el término municipal destaca el pico Cucuta (1302 metros) cerca de la ermita de San Pedro. 
Su clima es frío, con una temperatura media anual de entre 10 y 12 °C y unas precipitaciones medias anuales de aproximadamente 550 mm. Se trata de una localidad eminentemente cerealista situada en una entrada natural del valle del Ebro a la meseta.

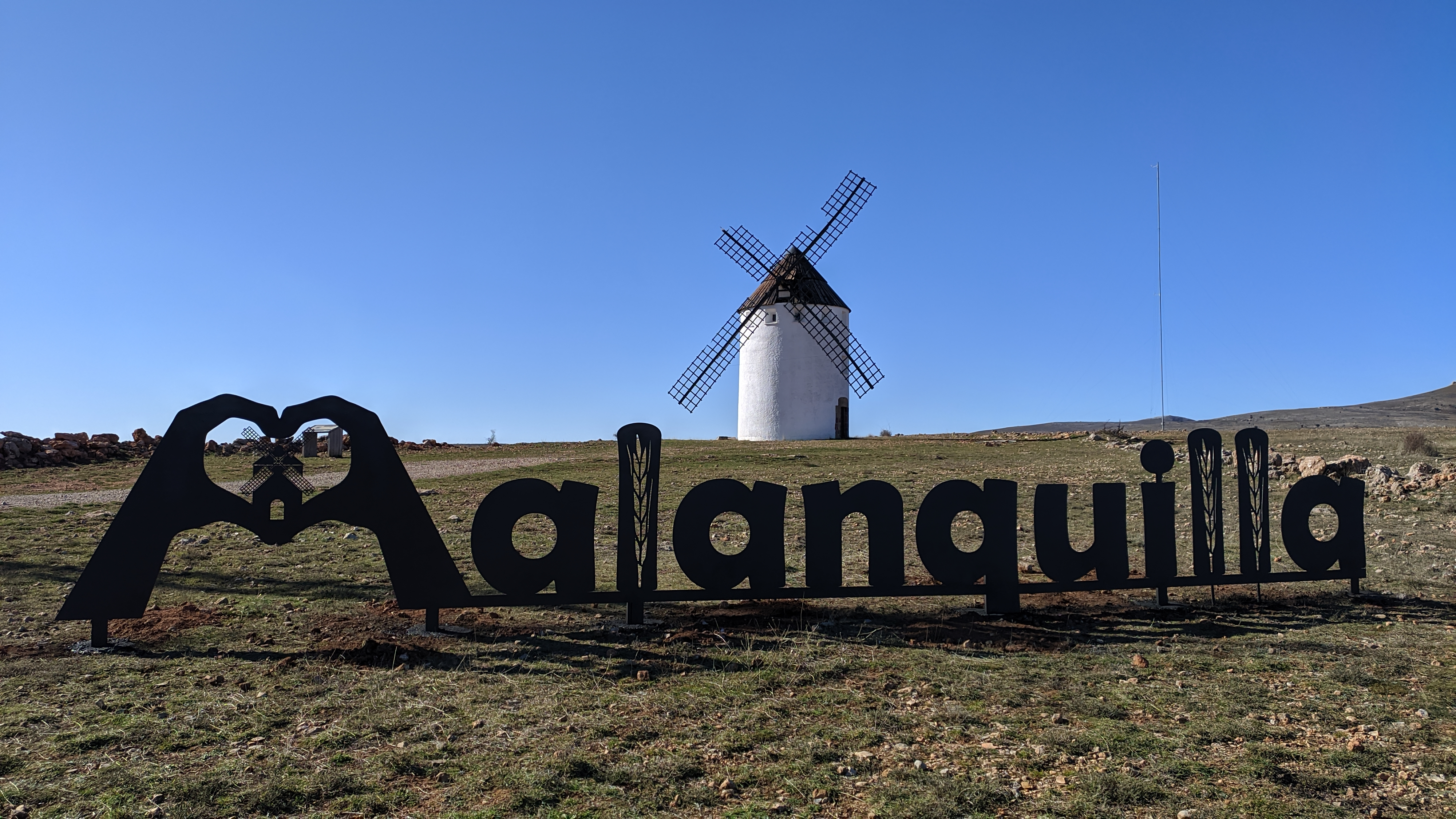
Logo identificativo de Malanquilla instalado por el ayuntamiento

| Noroeste: Ciria (Soria)       | Norte: Pomer  | Nordeste: Aranda de Moncayo |
| Oeste: Torrelapaja y Bijuesca |               | Este: Aranda de Moncayo     |
| Suroeste: Bijuesca            | Sur: Bijuesca | Sureste: Clarés de Ribota   |

## Historia
En el término municipal han aparecido diferentes restos cerámicos, en superficie, que pudieran pertenecer al periodo ibero-romano así como varios molinos de mano. En 1990, un agricultor que labraba sus tierras, encontró un dolium romano (S. II d. C.) de más de un metro de altura y buenas condiciones de conservación, que fue trasladado para su custodia a una dependencia municipal. De época medieval se ha localizado un asentamiento en el paraje denominado La Calderuela, donde aún es visible parte de una torre.

## Demografía
Malanquilla cuenta con una población de 73 habitantes (INE 2024).
| Gráfica de evolución demográfica de Malanquilla entre 1842 y 2021                                                   |
| |
| Población de derecho según los censos de población del INE Población de hecho según los censos de población del INE |

## Administración y política
| Período   | Alcalde                    | Partido |  |
| --------- | -------------------------- | ------- |  |
| 1979-1983 | Teófilo Horno Cisneros     | PAR     |  |
| 1983-1987 | Teófilo Horno Cisneros     | PAR     |  |
| 1987-1991 | Teófilo Horno Cisneros     | PAR     |  |
| 1991-1995 | Abrahán Raúl Sánchez Soria | PSOE    |  |
| 1995-1999 | Abrahán Raúl Sánchez Soria | PSOE    |  |
| 1999-2003 | Abrahán Raúl Sánchez Soria | PSOE    |  |
| 2003-2007 | Abrahán Raúl Sánchez Soria | PSOE    |  |
| 2007-2011 | Abrahán Raúl Sánchez Soria | PSOE    |  |
| 2011-2015 | Abrahán Raúl Sánchez Soria | PSOE    |  |
| 2015-2019 | Ernesto Marín Nievas       | PSOE    |  |

| Partido político    | Partido político                                   | 2003   | 2007   | 2011   | 2015   | 2019   |
| Partido político    | Partido político                                   | Ediles | Ediles | Ediles | Ediles | Ediles |
|                     | Partido de los Socialistas de Aragón (PSOE-Aragón) | 5      | 5      | 5      | 4      | 1      |
|                     | Partido Aragonés (PAR)                             | —      | —      | —      | 1      | —      |
|                     | Partido Popular de Aragón (PP)                     | —      | —      | —      | —      | —      |
|                     | Ciudadanos (CS)                                    | —      | —      | —      | —      | 2      |
| Total de concejales | Total de concejales                                | 5      | 5      | 5      | 5      | 3      |

## Patrimonio cultural

### Iglesia de Nuestra Señora de la Asunción

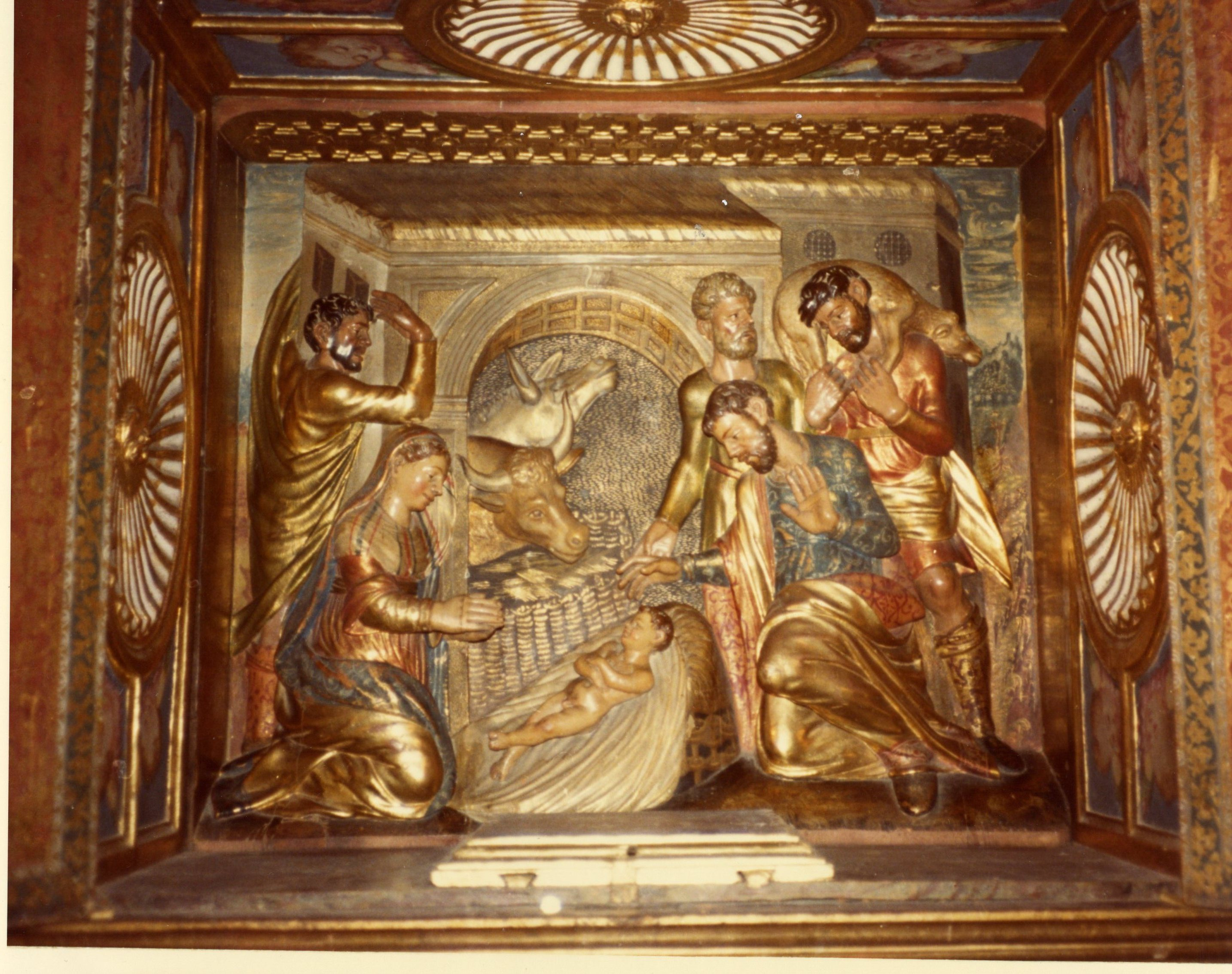
Sagrario del en el altar mayor de la iglesia de Ntra. Sra. de la Asunción, de Malanquilla.

La iglesia de Nuestra Señora de La Asunción fue bendecida por Pedro Cerbuna, obispo de Tarazona, el 30 de septiembre de 1594, a las 10:00 h. En su interior merecen mención el altar mayor, renacentista, de madera tallada y policromada, con un sagrario resguardado por dos puertas, de buena factura y el retablo de la Virgen del Rosario, de claras influencias "bassanescas", según informe emitido por Alfonso Pérez Sánchez, exdirector del Museo del Prado, En 2014 fue desmontado y sometido a estudio y restauración a cargo de la Diputación Provincial de Zaragoza.

### Nevera o pozo de hielo

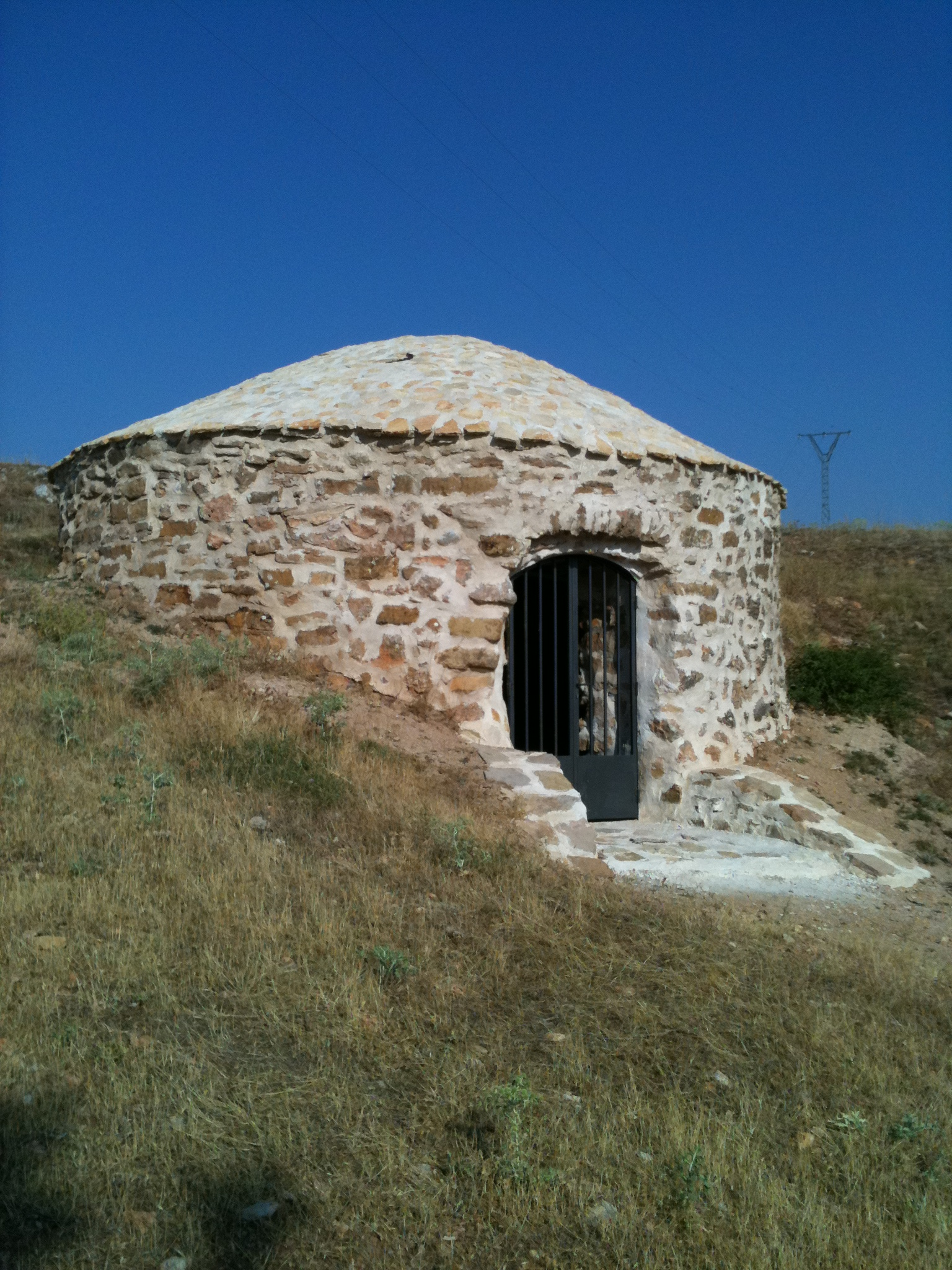
"Nevera" de Malanquilla, rehabilitada

El uso de la nieve se popularizó durante la Edad Moderna para usos curativos y de conservación de alimentos principalmente. Durante los siglos XVI y XVII se construyen en la península ibérica numerosos pozos de nieve. El pozo de hielo de Malanquilla, recientemente restaurado, cuenta con un perímetro interior de cinco metros y una altura interior de ocho metros. Teniendo en cuenta la documentación encontrada y la presencia de arcos escarzanos en el paramento, se propone una fecha de construcción en torno al siglo XVII, produciéndose su abandono entre la Guerra de la Independencia (1808-1814) y el año 1831.
Está construida en una zona umbría, orientada al noreste en un emplazamiento muy adecuado para la conservación de la nieve almacenada. Parte de la obra sobresale al exterior y queda cubierta mediante una cúpula rebajada. Las paredes interiores están reforzadas con obra de mampostería asentada con cal, materiales también utilizados para la obra exterior y la cúpula. 
Presentaba dos aberturas al exterior, una de ellas cegada en la actualidad. La puerta propiamente dicha se abre en el lado noreste; es un vano coronado por un arco escarzano. Frente a ella, en el paramento interior puede verse otro vano cegado, rematado también con arco escarzano. Martínez Aznar y Solà Martín avalan la teoría de que se trataría del hueco utilizado para empozar la nieve recogida en la ladera.
No se conservan restos de ninguna estructura que permitiera el descenso al interior del pozo.

### Fuente de los Tres Caños

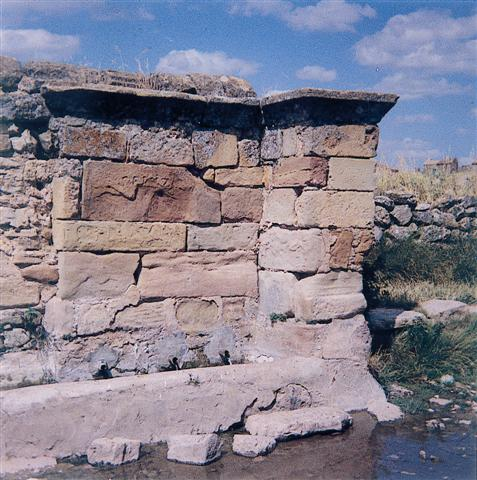
Fuente romana de Malanquilla.

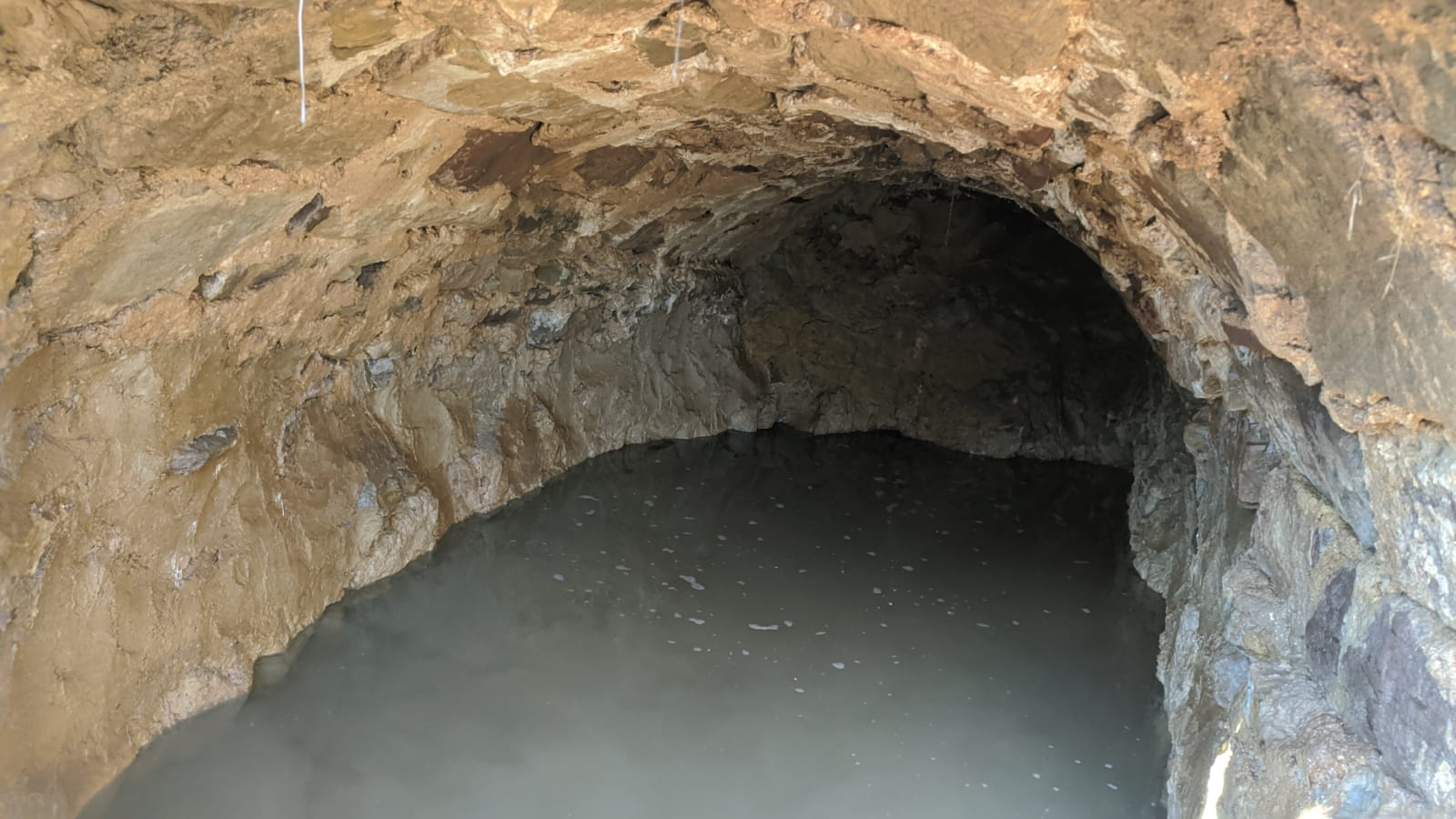
Galería abovedada de la cisterna que alimenta a la fuente

Con forma de "L", conserva una inscripción donde aun son visibles las letras "FONS AQUAE" y un caño en bronce con figura de animal. En sus inmediaciones se aprecian algunos tramos de la primitiva canalización que conducen a la cisterna desde donde llega el agua a la fuente, desenterrada en febrero de 2020 por el ayuntamiento, como parte del sendero turístico local que discurrirá junto a la misma. 
La fuente romana, fechable entre los siglos I-II d. C. aunque rehecha en la Edad Moderna, se encuentra junto al antiguo lavadero de la localidad y todo el entorno ha sido remodelado por el Ayuntamiento como lugar de ocio y esparcimiento. Muy cerca se sitúa el parque, asentado sobre una antigua laguna de filtración, desecada por el Ayuntamiento en 1981, a iniciativa del Grupo de Rescate núm. 26, ganador del Trofeo de Oro de Misión Rescate.

### Torre del Moro (o de los Moros)

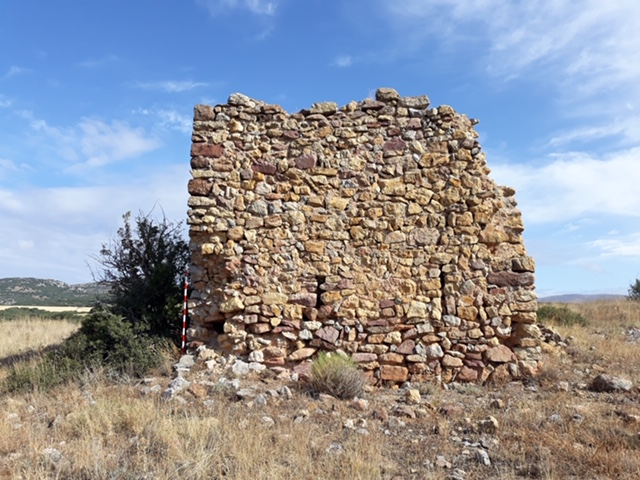
"Casa de los moros", en Malanquilla.

En La Calderuela.  El paraje ya atendía en 1263 al nombre de La Calderola, cuando el rey Jaime I autoriza a los vecinos de Aranda a crear allí una aldea y a edificar una torre para su defensa. Los deslindes que se sucedieron entre 1313 y 1490 en el monte Entredicho ya aluden a la aldea como Torre de la Calderuela. En todos ellos la torre figura como uno de los mojones de la linde oriental del monte, por tanto en la actual raya de términos, lo que corrobora su ubicación en la Casa de los Moros.
En abril de 2006 el Departamento de Educación, Cultura y Deporte aprueba la relación de Castillos y su localización, considerados Bienes de Interés Cultural, entre los que se encuentra la Torre del Moro de Malanquilla. 
La aldea, que al correr de los tiempos acabaría despoblándose, todavía debía encontrarse en 1466, si no con habitantes, sí con edificios en pie, a juzgar por la concordia ajustada ese año en las casas de la Calderuela. A finales del siglo XVIII ya se había borrado por completo el recuerdo de que allí se había alzado una aldea medieval, atribuyéndose los restos visibles “a tiempo de los moros”, como la vox populi ha seguido haciendo hasta hoy en día.

### Ermita de Santa María

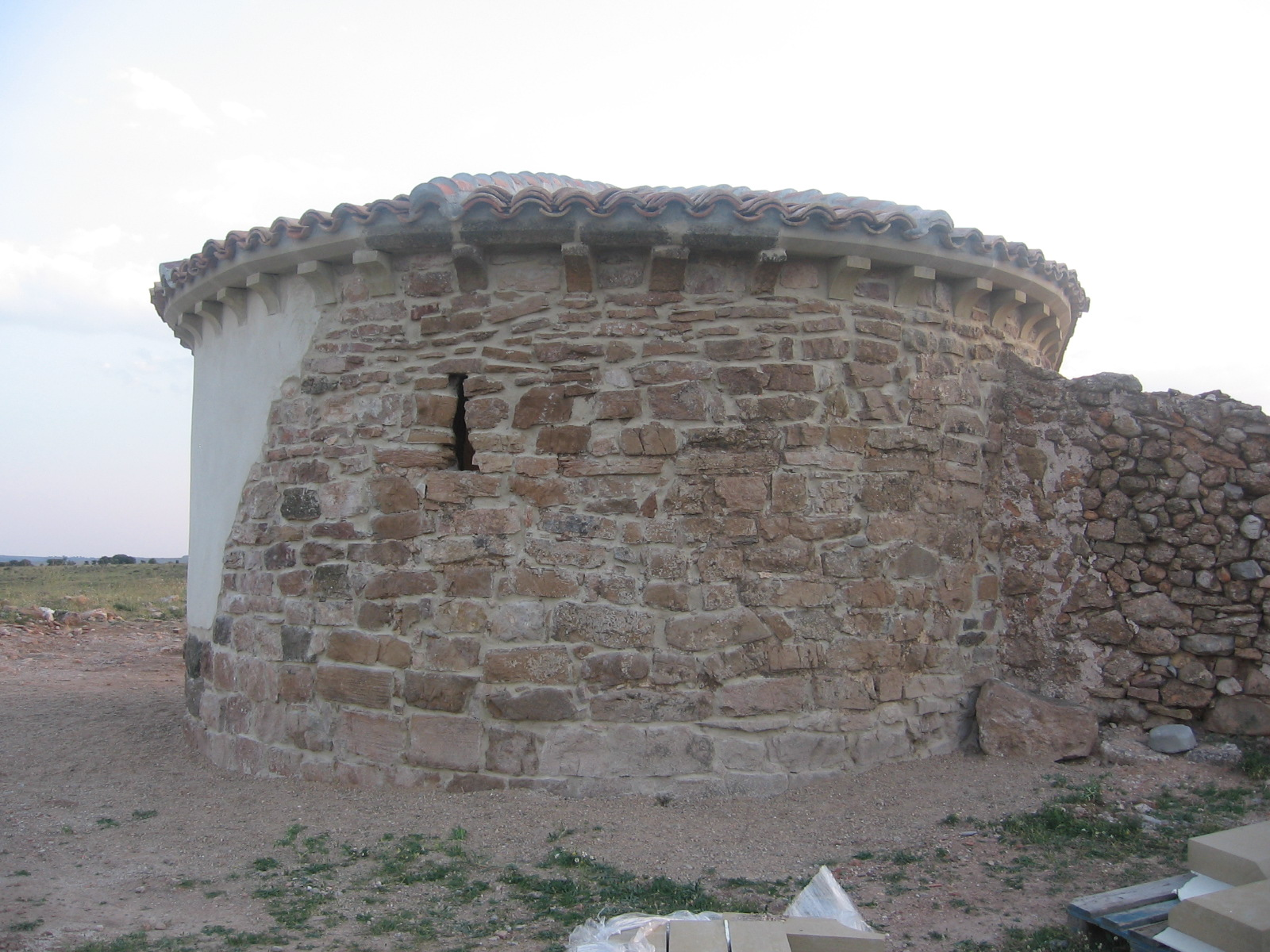
Ermita románica de Santa María, en Malanquilla restaurada

Se trata de una pequeña ermita con ábside románico, fechable en los siglos XII-XIII, semi derruida, que acaba de ser rehabilitada, en una primera fase de consolidación, dirigida por los arquitectos Eugenia Pérez de Mezquía y Joaquín Soro López. Tras un riguroso estudio, tanto técnico como histórico, se han salvado los restos del ábside románico y algunos canecillos de gran sencillez e incluso han aflorado baldosas del suelo original. En futuras intervenciones el monumento quedará definitivamente recuperado. La ermita fue de una sola nave de unos 20 metros de largo. 
La traza de la edificación es sencilla, compuesta a base de sillarejos y mampostería, siendo los elementos más cuidados en cuanto a cantería los canecillos lisos y las propias piezas de la cornisa. Conserva la ventana que centra el ábside. Es aspillerada al exterior y con derrame adintelado al interior. Adosada al lado norte del muro y tan ruinosa como el resto, queda parte de lo que debió de ser dependencia añadida al templo. El interior, ahora adecentado, contenía los restos del derrumbe de la bóveda de la cabecera, quedando a la vista vestigios de la imposta que separa muros de bóvedas y recorre la cabecera y arranque de nave.

### Molino de Viento

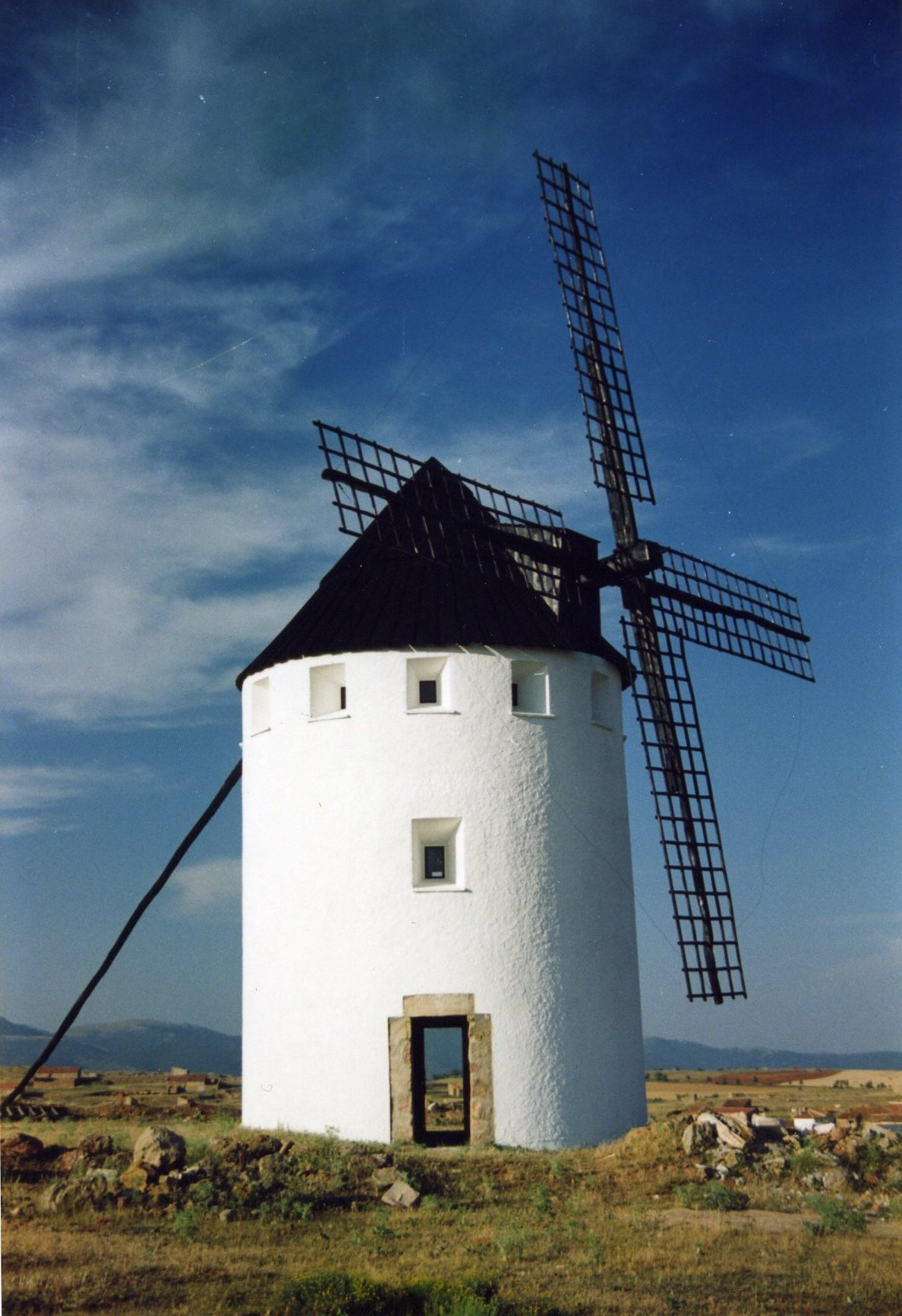
Molino de viento de Malanquilla, pionero de "La Mancha Aragonesa".

El molino de viento de Malanquilla es el principal atractivo y emblema del lugar. De propiedad particular, fue adquirido por el ayuntamiento, logrando su total reconstrucción en 2010.
Se trata de un antiguo molino de viento anterior a 1665, dado que ya en esa fecha es citado en los libros parroquiales al mencionarse una posesión de la iglesia lindante con dicho molino, que por sus dimensiones, 21,20 metros perímetro exterior, es uno de los de mayor envergadura. En el "Estudio General sobre los Molinos de Viento de España", realizado por el equipo de investigación de la Asociación Cultural "Miguel Martínez del Villar", de Malanquilla, se informa de lo que se ha dado en llamar "La Mancha Aragonesa",con la presencia de otros ejemplares localizados a partir del molino de Malanquiilla, situados en poblaciones como Tabuenca, Sestrica, Ojos Negros, Luna, Aguilón, Torralba de Ribota, Bujaraloz... Alguno, como el de Ojos Negros, en Teruel, completamente rehabilitado.
Tras diversos avatares es inaugurado en agosto de 2010,  y está dotado de la maquinaria necesaria para poder moler.
El molino forma parte del escudo de armas de Malanquilla, aprobado por Decreto 98/1991, de 20 de mayo, de la Diputación General de Aragón y desde febrero de 2015, también de su bandera, según diseño del Cronista Oficial de Malanquilla, Antonio Sánchez Molledo, aprobada por Decreto del Gobierno de Aragón de 24 de febrero de 2015.

### Ermita del Stmo. Cristo del Humilladero

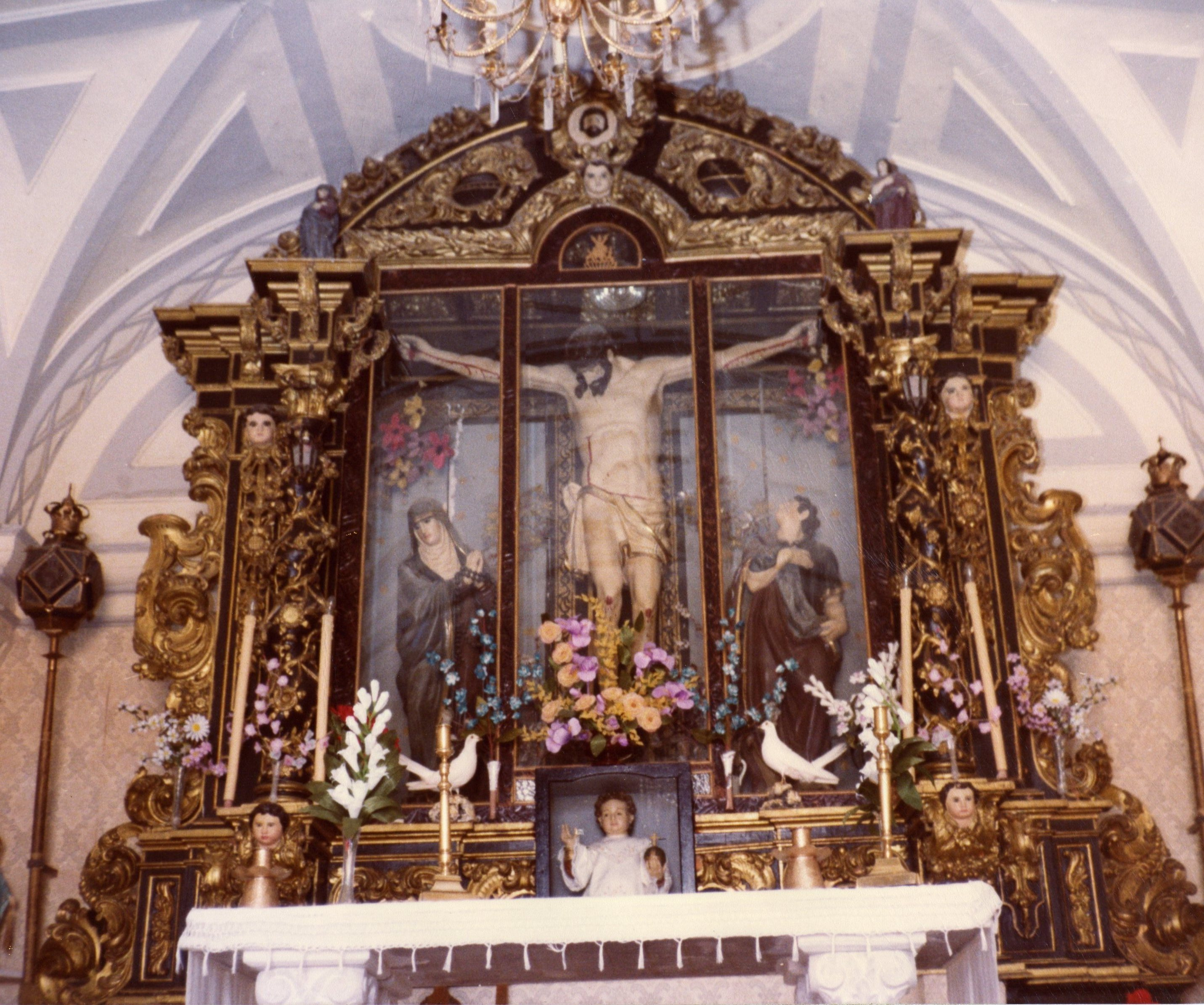
Altar del Stmo. Cristo del Humilladero. Malanquilla.

Verdadero santuario devocional de Malanquilla, alberga en su interior un calvario con la imagen central del Stmo. Cristo muy venerado en la localidad. Esta ermita del siglo XVII, muy remozada, forma parte de la vida religiosa del pueblo y hasta allí bajan en procesión los fieles devotos para celebrar la Eucaristía el 16 de agosto, festividad de San Roque y en las fiestas de mayo.
La imagen titular, protegida por cristales, está siendo objeto de estudio y ha sido restaurada en 2019.
Consta de una nave de tres tramos cubiertos por bóvedas de cañón rebajado con lunetos y dos arcos entre ellos que apean en ménsulas unidas por una moldura que recorre la nave. La portada, adintelada, se abre hacia un pórtico que prolonga la nave y está abierto hacia el extremo, con un dintel superior. Los muros son de mampostería, sólo alterados por los contrafuertes correspondientes a los arcos interiores.

## Vida cultural

### Misión Rescate
A finales de 1976 un grupo de jóvenes de Malanquilla de entre 13 y 17 años, bajo la tutela del maestro de Zaragoza Miguel Velilla Sánchez, idean la posibilidad de integrarse en el programa de RTVE "Misión Rescate" -un vehículo educativo destinado a los escolares- para defensa del patrimonio cultural de España y en enero de 1977 forman la Patrulla de Rescate núm 26, denominada "Ciudad de Malanca", desde la que comienzan a impulsar una serie de acciones encaminadas, de un lado, a recuperar datos que pusieran en valor el patrimonio local y de otro, a difundir por todos los medios a su alcance las riquezas artísticas de Malanquilla, obteniendo el Trofeo de Oro de "Misión Rescate" en octubre de aquel mismo año 1977, por "la completa revalorización artística, arqueológica, documental y etnográfica de la localidad, unido a una intensa labor de promoción de Misión Rescate", según consta en el acta del jurado.

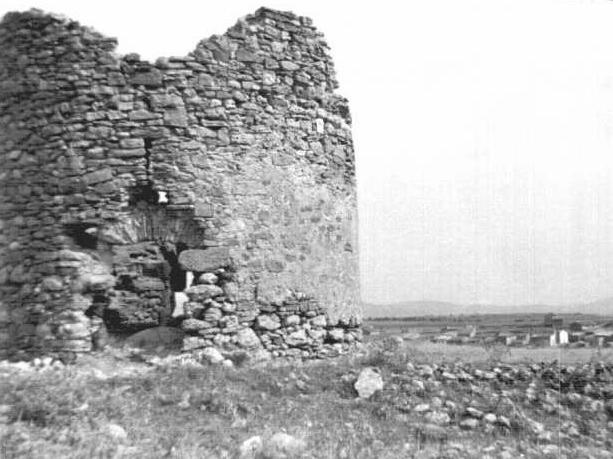
Ruinas del molino de viento de Malanquilla en 1977 (Foto: archivo ASM)

Durante aquellos meses se extrajeron datos de la historia local mediante el estudio de los libros y documentos históricos de los archivos parroquial y municipal, se entablaron contactos con el Consejo Superior de Investigaciones Científicas (CSIC) que propiciaron la restauración de un censal, en pergamino, de un metro cuadrado de extensión, se trató con el Presidente de Méjico, José López Portillo la posibilidad de que dicho país se hiciera cargo de la reconstrucción del molino de viento y se solicitó audiencia con S.M. La Reina Doña Sofía para poner en su conocimiento cuanto acontecía en torno a Malanquilla. Al tiempo se sucedieron visitas al Marqués de Lozoya, en su domicilio de Madrid, a los directores de los museos provinciales de Zaragoza y Soria a quienes se entregaban muestras de restos cerámicos aparecidos en superficie en los distintos asentamientos arqueológicos localizados en la localidad, difundiéndose todo ello mediante los comunicados semanales que hacían llegar a la organización y que eran emitidos en las mañana de los sábados por Radio Nacional de España.  Además, se pudo documentar la existencia del molino de viento, que incluso para los más prestigiosos historiadores sólo era un torreón del antiguo castillo. Se localizó y dató el recinto amurallado de la localidad y se confirmó que la fuente del lavadero, no era neoclásica como se pensaba sino de origen romano, del siglo I, mandada construir por el Procónsul Vitelio Fabio.  
En abril de 1978 la Patrulla de Rescate presenta su dimisión a la organización de "Misión Rescate", por incumplimiento de las bases del concurso que señalaban que el monumento premiado sería objeto de restauración por parte del Ministerio de Cultura, alegando la organización que en el caso de Malanquilla el premio no se concedió por un monumento concreto sino por el conjunto monumental de la localidad.

### Junta para la Reconstrucción del Molino de Viento
En 1979 se constituye la Junta para la Reconstrucción del Molino de Viento con el objetivo de recaudar los primeros donativos para la recuperación del molino de viento consiguiendo el apoyo de los malanquillanos así como de otras personas del mundo de la cultura como Paco Martínez Soria, Víctor Ullate o Montserrat Caballé

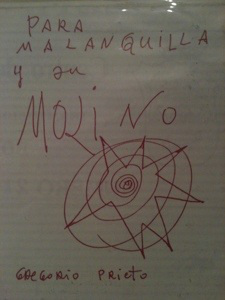
Dibujo original de Gregorio Prieto

El 4 de julio de 1981 se pone la primera piedra de las obras de reconstrucción con un acto que contó con la presencia del Grupo de Jotas Baluarte Aragonés y del pintor de los molinos, Gregorio Prieto y los ganadores del Premio European Philips Contest for Young Scientists and Inventors, Alberto Montaner Frutos y José Luis Acín Fanlo

### Asociación cultural Miguel Martínez del Villar
En 1981, se crea la Asociación cultural Miguel Martínez del Villar, llamada así en recuerdo del historiador D. Miguel Martínez del Villar y Hernando, por iniciativa de Antonio Sánchez Molledo, quien dirige y edita el Boltín informativo de la entidad. En agosto del año 2000 la asociación MMV presenta el libro Crónica Sentimental de Malanquilla, del que es autor Jesús Marín Rubio, transcrito e ilustrado por Miguel Ángel Solá Martín, publicado en Zaragoza.
Con posterioridad toman el testigo la Asociación Cultural "La Cocuta" (2007-2010), la asociación de mayores y la de amas de casa, que se mantienen en la actualidad.

### Malanquilla Rechita
En coordinación con el Ayuntamiento de Malanquilla y con la conformidad otorgada en Pleno, se pone en marcha este proyecto de revitalización de Malanquilla que surge a principios del año 2020 como una necesidad de actuación urgente ante la progresiva pérdida de habitantes de la localidad.
La finalidad es que el pueblo rechite. Una palabra aragonesa que define la acción natural de brotar, volver a salir pequeños tallos y hojas de una planta ya existente. En paralelismo con la palabra rechitar, el objetivo de este proyecto es devolver la vida a una localidad cuya historia se remonta a más de diez siglos y que podría encontrarse en una de las situaciones más complicadas de su existencia. 
El objetivo fundamental es definir y poner en práctica acciones que sirvan para promover un impacto social y económico positivo en la localidad, y con ello generar poco a poco fuentes de ingresos y un atrayente ambiente social que facilite el asentamiento de nuevos vecinos. Una de las líneas de trabajo sobre las que se asentará el proyecto será la divulgación de lo propio, englobando así desde patrimonio artístico y cultural, hasta valores paisajísticos, pasando por la historia del propio municipio, desde el reconocimiento de la labor emprendida en 1976 por el grupo de Misión Rescate. De ahí la utilización del término "rechitar" (rebrotar). Cuando brotan hojas nuevas en un árbol viejo es que aún hay vida. Desde esa filosofía el ayuntamiento pone en marcha este proyecto cuyo contenido será desarrollado por particulares vinculados a la localidad. 
En febrero de 2020 el Ayuntamiento de Malanquilla crea su web oficial y se abre a presentarse en las redes sociales, desde las que se distribuyen contenidos culturales y noticias de la localidad.